# HD8862
HD8862 — хімічно пекулярна зоря спектрального класу B9, що має видиму зоряну величину в смузі V приблизно  6,6.
Вона  розташована на відстані близько 1259,3 світлових років від Сонця.

## Пекулярний хімічний вміст
Зоряна атмосфера HD8862 має підвищений вміст 
Si
.